# Ngulu (arma)
La Ngulu era la spada da esecuzione in uso ai popoli Bantu del bacino del fiume Congo. Rassomigliava fortemente il Khopesh, la spada-ascia dell'Antico Egitto, salvo l'avere lama molto più massiccia, in ferro, con dorso non affilato movimentato da cuspidi e concavità semi-circolari. L'impugnatura, spesso fasciata da filo di ferro, era priva di guardia e terminava in una coppia di grossi pomoli a rognone chiusi da un pomello di più ridotte dimensioni.

## Storia
Come le altre armi dell'Africa Nera, la ngulu divenne nota agli europei solo durante l'ultima fase dell'esplorazione del continente africano, apertasi nel 1876 con la fondazione della Association internationale africaine durante la Conferenza geografica di Bruxelles. L'anno successivo (1877), lo statunitense Henry Morton Stanley (1841-1904) venne inviato ad esplorare il bacino del fiume Congo, riportando le prime menzioni sulle etnie Bantu di quelle terre e sulle loro armi (i dati furono poi editi nel suo volume The Congo and the founding of its free state: a story of work and explanation edito nel 1885).
La ngulu era una spada in uso presso i Bantu Ngombe, Doko e Ngala. L'arma aveva un fortissimo significato simbolico nella cultura tribale locale ed era attributo precipuo del sovrano. La sua foggia particolare tradì immediatamente agli occhi degli esploratori bianchi la funzione non bellica quanto simbolico rituale, percezione poi confermata dai contatti con le locali usanze. La ngulu era infatti una spada da esecuzione.
La pratica della decapitazione a mezzo ngulu venne proibita dai belgi al tempo dello Stato Libero del Congo (1885-1908). L'arma, privata della sua funzione più "pratica", amplificò allora la sua valenza simbolico-cerimoniale. A partire dal XX secolo, la ngulu è stata portata durante la danza rituale Likbeti, alla fine della quale l'arma viene utilizzata per decapitare un capretto le cui carni vengono poi consumate dalla tribù.

## Costruzione
Arma di ridotta lunghezza (max 80 cm), la ngulu tradisce chiaramente, data la foggia sgraziata e particolare, la sua funzione non bellica:
- la lama monofilare è notevolmente massiccia, incurvantesi in forma di falce in prossimità della punta. Il dorso è movimentato da un profilo ad ampie curve, spesso terminanti in protuberanze coniche. Può presentare o no scanalatura;
- l'impugnatura è ad una mano, priva di guardia (caratteristica tipica delle armi manesche africane), fasciata da filo di ferro. Ha una teoria di tre pomi: i primi due, a forma di rognone, di notevoli dimensioni e l'ultimo, conico, più piccolo e spesso decorato da piccole componenti metalliche.

Alcuni esemplari dell'arma presentano una doppia lama di falce alla sommità, assumendo un profilo biforcuto, con un'appuntita mezzaluna che diparte dal corpo centrale della lama. Per questi esemplari, è lecito supporre una funzione di mera rappresentanza anziché il connubio "spada regale"-"spada da esecuzione" delle ngulu a punta singola.

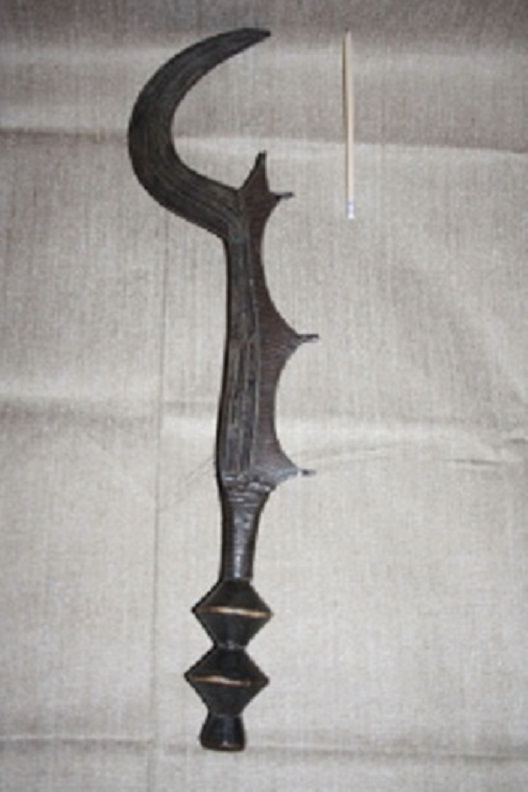
Ngulu dei Ngombe
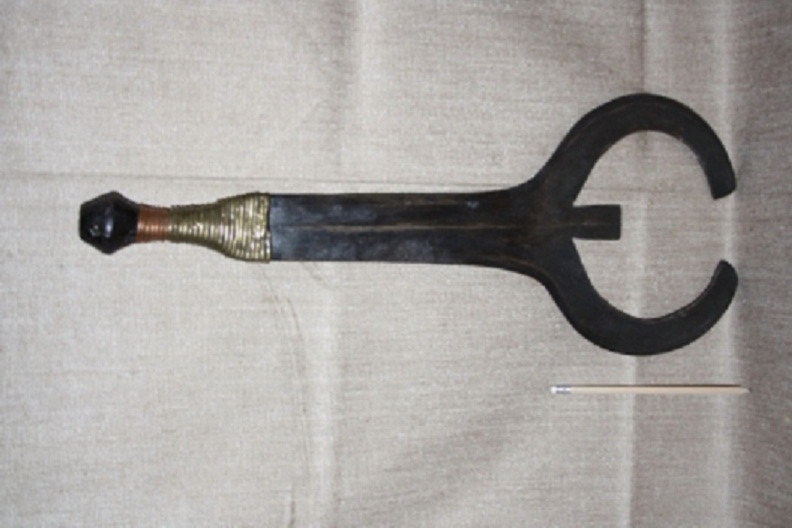
Ngulu bilame
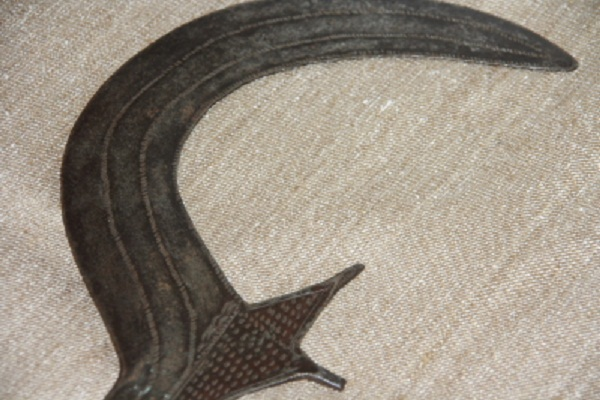
Ngulu, dettaglio
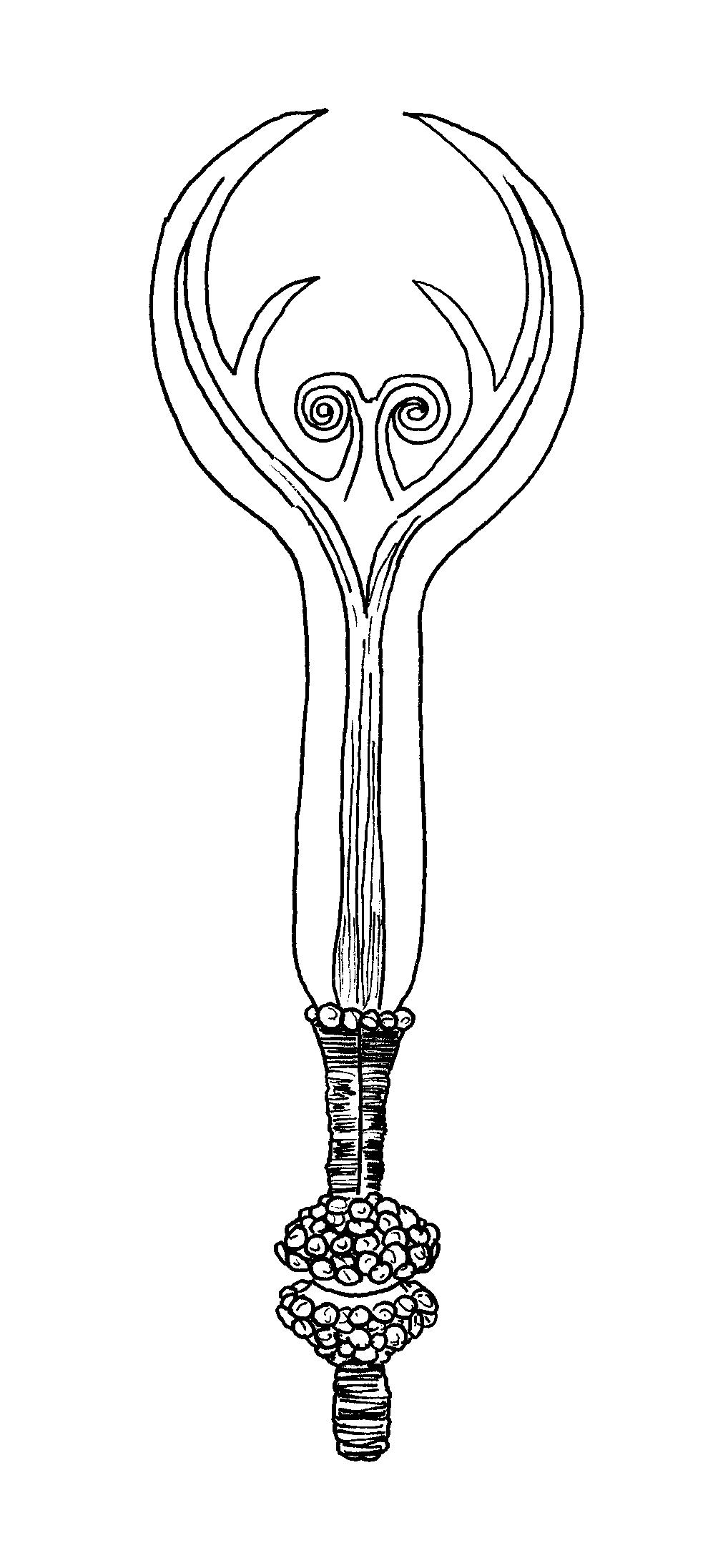
Spada Ngulu a doppia punta, per uso meramente cerimoniale
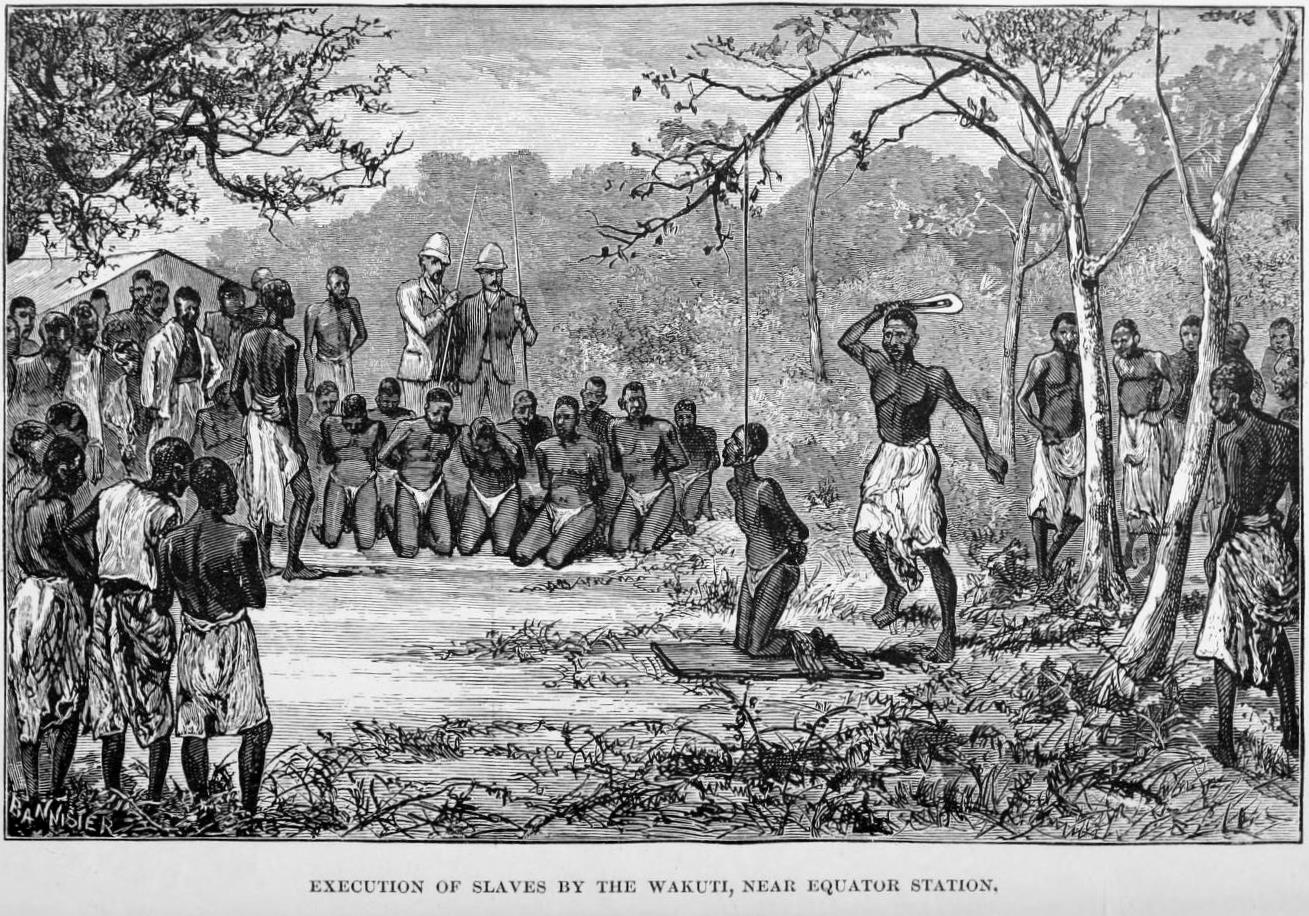
Decapitazione a mezzo spada - The Congo and the founding of its free state di Henry Morton Stanley (1885)